# 琴浦大山警察署
琴浦大山警察署（ことうらだいせんけいさつしょ）は、鳥取県警察が管轄する警察署の一つである。2017年5月22日に八橋警察署（やばせけいさつしょ）から移転し改称した。

## 所在地
- 鳥取県東伯郡琴浦町赤碕1919-21

## 管轄区域
- 鳥取県東伯郡琴浦町
- 鳥取県西伯郡大山町

## 沿革

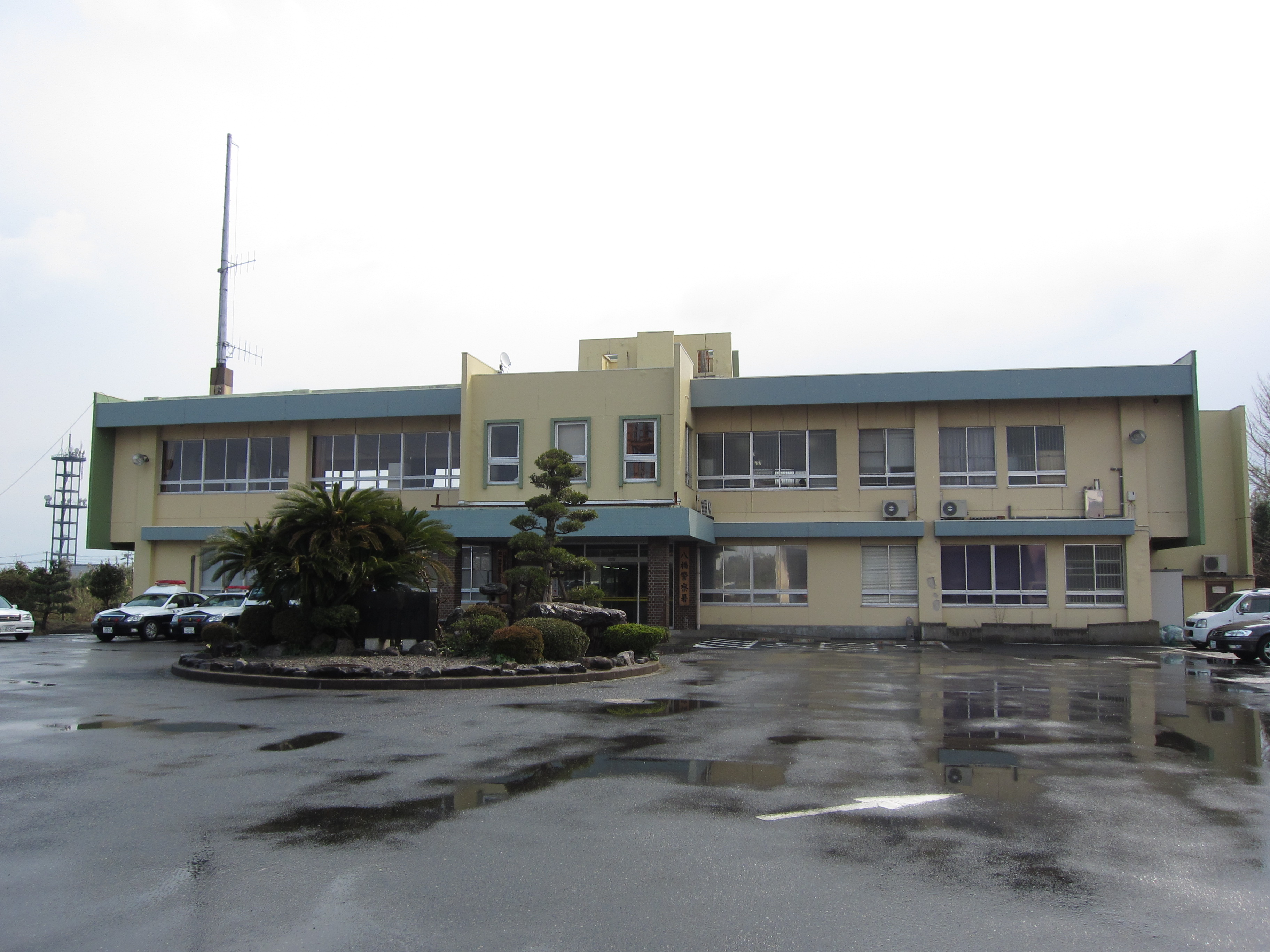
旧・八橋警察署

- 1972年3月に東伯郡東伯町（現・琴浦町）八橋645に建設[1]。
- 2005年4月1日 大栄町（現・北栄町）を倉吉警察署へ移管。代わりに米子警察署から大山町（大山・名和地区）を移管（大山寺交番は大山寺駐在所に組織変更）。
- 2017年5月22日 庁舎を東伯郡琴浦町赤碕1919-21（JR赤碕駅南西の旧赤碕選果場跡地）に移転し、琴浦大山警察署に改称[2][3][4]。

## 駐在所
（）の中は所在地。

### 琴浦町
- 八橋駐在所（東伯郡琴浦町大字八橋1366番地3）
  - 東伯郡琴浦町のうち大字八橋、大字笠見、大字田越、大字保、大字丸尾、大字徳万
- 浦安駐在所（東伯郡琴浦町大字浦安140-10）
  - 東伯郡琴浦町のうち大字金屋、大字中尾、大字槻下、大字上伊勢、大字下伊勢、大字浦安、大字逢束
- 釛駐在所（東伯郡琴浦町大字釛151-7）
  - 東伯郡琴浦町のうち大字野井倉、大字中津原、大字三本杉、大字別宮、大字古長、大字矢下、大字宮場、大字八反田、大字法万、大字杉地、大字野田、大字福永、大字大杉、大字山田、大字公文、大字森藤、大字杉下、大字光好、大字釛、大字美好、大字下大江、大字三保、大字倉坂
- 赤碕駐在所（東伯郡琴浦町大字赤碕1547）
  - 東伯郡琴浦町のうち大字別所、大字赤碕、大字松谷
- 箆津駐在所（東伯郡琴浦町大字箆津44-6）
  - 東伯郡琴浦町のうち大字出上、大字勝田、大字西宮、大字佐崎、大字中村、大字太一垣、大字箆津、大字八幡、大字湯坂、大字光、大字尾張、大字梅田、大字竹内、大字宮木、大字高岡、大字大父、大字山川

### 大山町
- 御来屋駐在所（西伯郡大山町御来屋101）
  - 西伯郡大山町のうち御来屋、豊成、倉谷、小竹、東坪、西坪
- 富長駐在所（西伯郡大山町富長712）
  - 西伯郡大山町のうち富長、古御堂、茶畑、高田、押平、大塚、名和、門前、加茂
- 大山口駐在所（西伯郡大山町国信536-1）
  - 西伯郡大山町のうち平田、上萬、稲光、妻木、荘田、長田、富岡、安原、保田、福尾、上野、所子、平木、神原、中高、野田、清原、唐王、末長、國信、末吉
- 大山寺駐在所（西伯郡大山町大山40-6）
  - 西伯郡大山町のうち大山、鈑戸、今在家、佐摩、宮内、平、坊領、前、豊房、赤松
- 塩津駐在所（西伯郡大山町塩津763-7）
  - 西伯郡大山町のうち羽田井、束積、八重、樋口、石井垣、潮音寺、栄田、田中、御崎、下甲、赤坂、退休寺、高橋、殿河内、上市、住吉、塩津、岡、下市、松河原、長野